# Milieu naturel des poissons d'eau douce
Les poissons d'eau douce sont très appréciés par les aquariophiles. Connaître leur milieu naturel d'origine permet de mieux les soigner.

## Milieux naturels

### Dans les eaux douces tropicales
Les régions chaudes du globe, comprises entre le tropique du Cancer et le tropique du Capricorne, sont soumises à des températures relativement élevées pendant toute l'année et jouissent d'un ensoleillement important. Cette stabilité climatique favorise l'activité et la diversité biologique.
Ainsi, en région tropicale on recense environ 8000 espèces de poissons d'eau douce dont plus de 1300 vivent dans l'immense bassin amazonien.

#### Amérique du sud

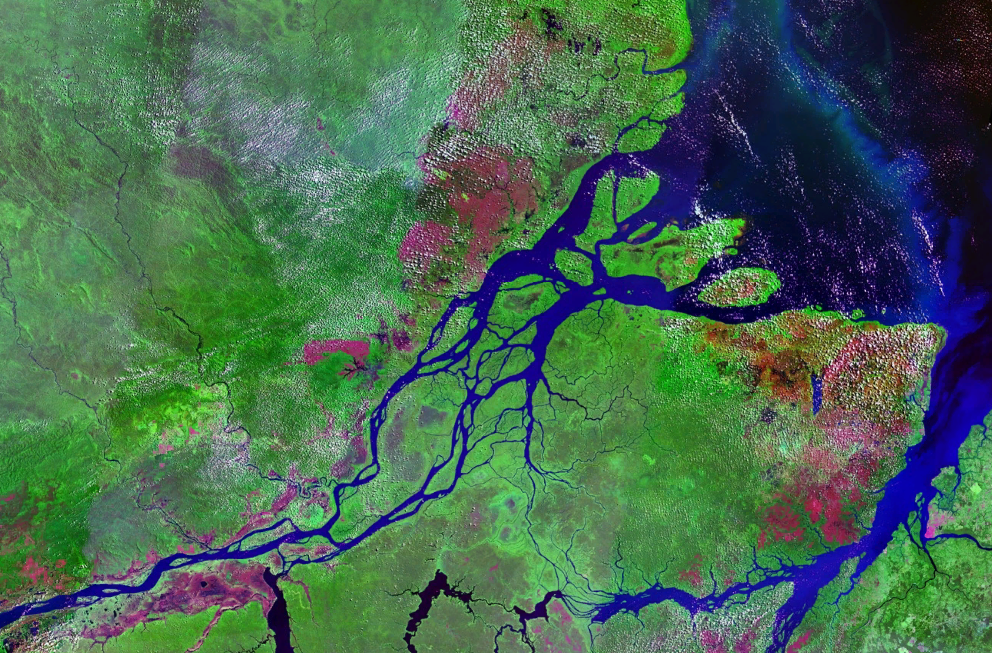
Vue satellite de l'embouchure de l'Amazone

On y trouve principalement les Characiformes, qui rassemblent une dizaine de familles dont :
- les Characidés, les plus nombreux.
- Les poissons-chats ou siluriformes.
- Les Cyprinodontidès.
- Les Cichlidés

#### Amérique Centrale

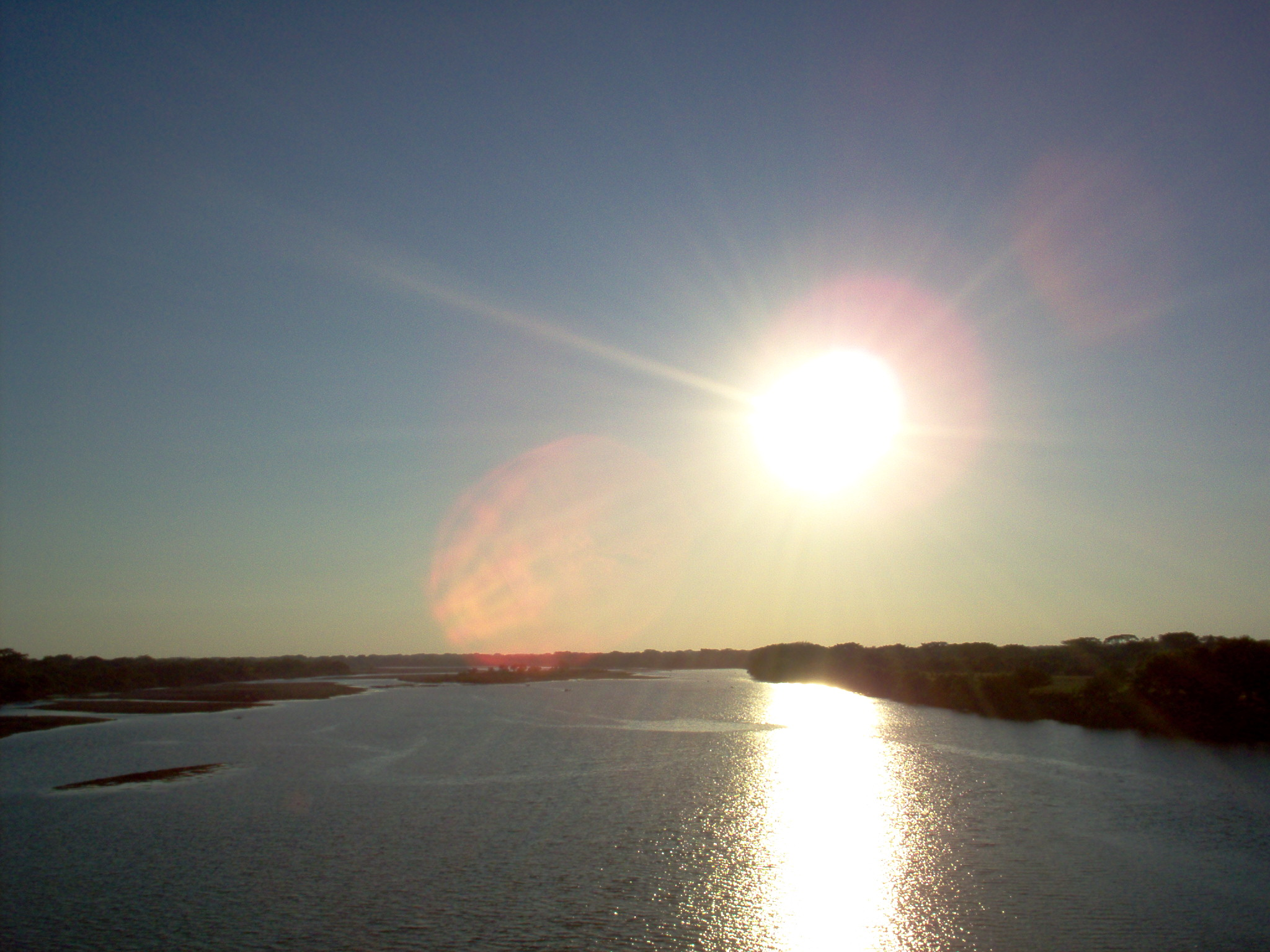
Vue du lempa (El Salvador)

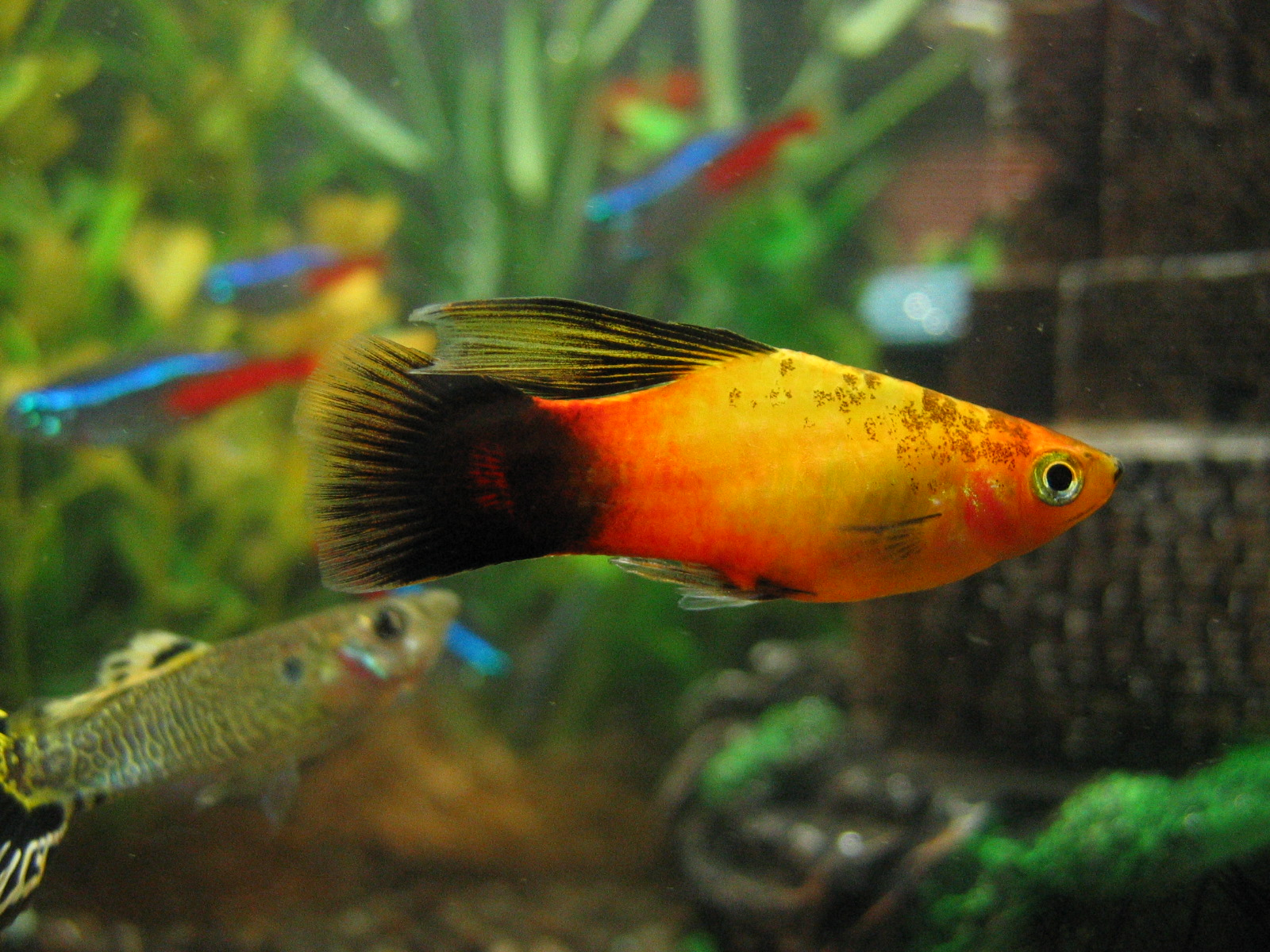
Platy

On y trouve quelques familles de poissons ovovivipares dont les Poeciliidés. Les plus connus de cette famille, sont :
- Les guppys sont vivipares
- Les Xyphos ;
- Les platys  ;
- Les mollys vivipares aussi.

Les eaux douces de l'Amérique Centrale sont aussi riches en Cichlidés, des poissons de grande taille pouvant atteindre 30 cm de long pour un poids d'un kilogramme.

#### Afrique
Les eaux continentales africaines hébergent environ 3000 espèces de poissons et beaucoup de familles d'origine ancienne.
Les Cichlidés sont la particularité des grands lacs africains puisqu'ils s composent 700 espèces endémiques, ce qui constitue une proportion de trois quarts de toutes les espèces connues, à savoir 900 espèces. 

##### Lac Tanganyika

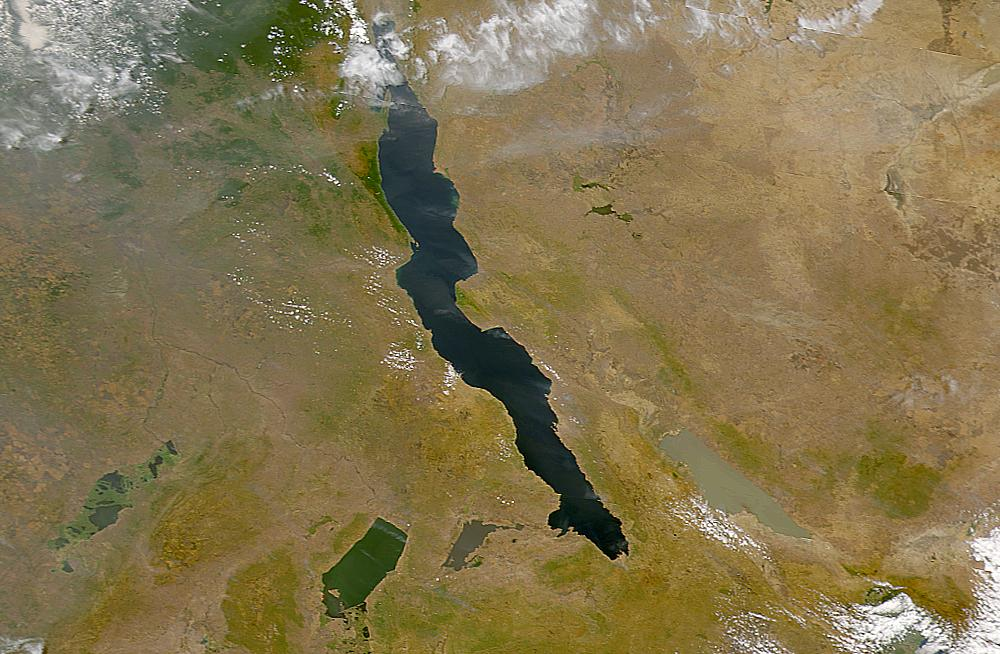
La Tanzanie et le Lac Tanganyika, à l'ouest

##### Lac Malawi

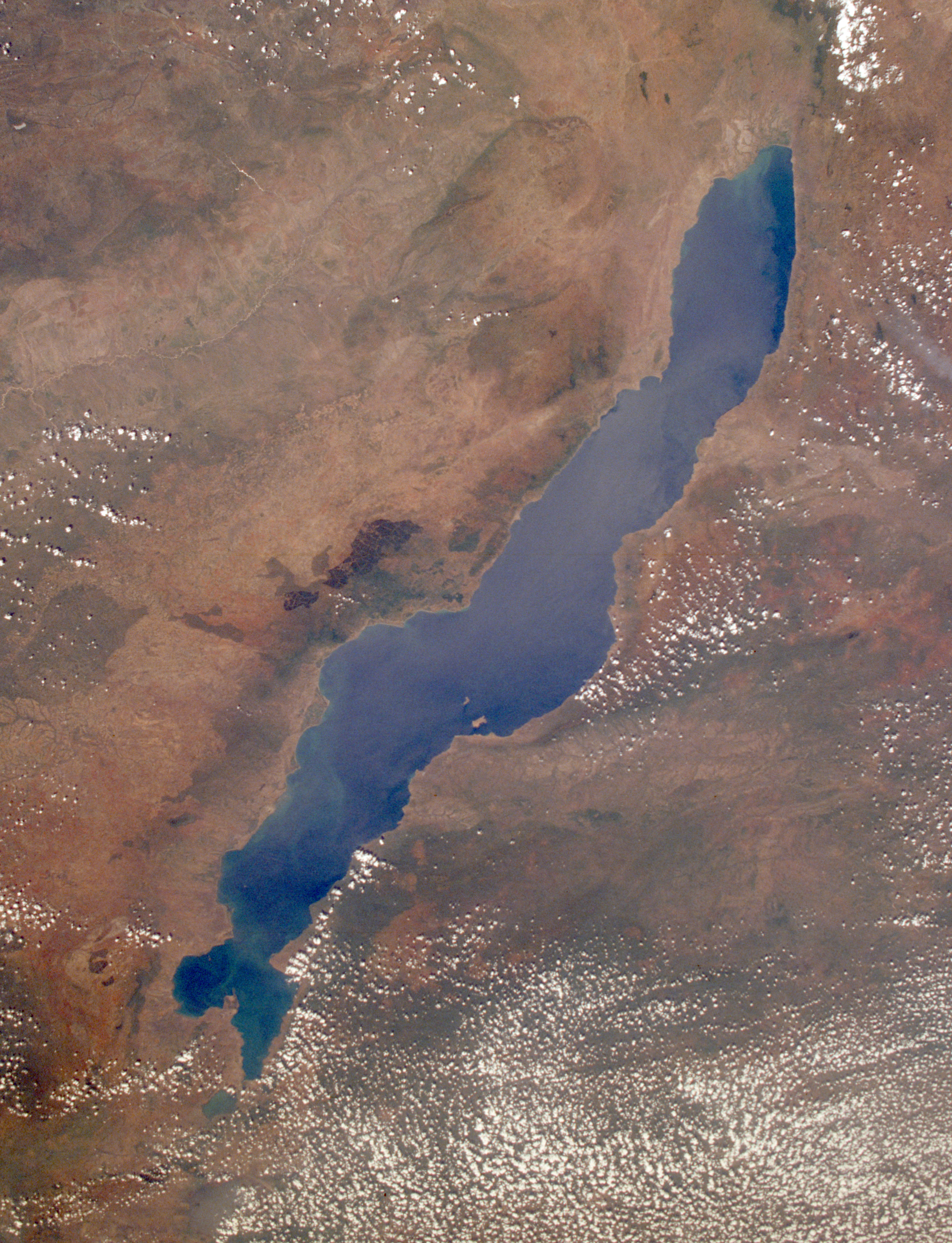
Vue du satellisée du Lac Malawi

Le lac Malawi se trouve au sud-est du continent africain. Il occupe une surface qui avoisine les trente mille kilomètres carrés.
Ce lac se distingue par ses eaux très pures et la richesse de sa faune aquatique. La température moyenne de ses eaux varie entre 24 et 29 °C en surface et se stabilise à 22 °C en profondeur, alors que le pH se situe entre 7,8 et 8,5.

### Dans les eaux saumâtres
Il est des lieux dans la nature où eau douce et eau salée se mêlent.
Certaines espèces se plaisent dans ces eaux saumâtres:
Monodactylus argentus, 
Chelonodon nigroviridis et 
scatophagus argus...

## Cycles biogeochimiques
Il existe une très grande diversité des phénomènes physico-chimiques mais aussi biologiques liés au cycle de l'eau ainsi que d'autres couplages avec d'autres cycles de la matière. Ce qui pose des problèmes aux scientifiques pour quantifier les échanges et les stocks entre les réservoirs majeurs (océans, milieu terrestre, atmosphère, biosphère).